# 론리 (프로게이머)
론리(본명: 한규준, 2000년 8월 29일 ~ )는 대한민국의 리그 오브 레전드 프로게이머로 아이디는 Lonely이다. 포지션은 탑 라이너이다. 현재 팀 Aze 소속이다.

## 선수 생활
2019년 1월 4일부터 타이완의 F-소울 e스포츠에 소속되었다.
2019년 6월, 샌드박스 게이밍의 아카데미 팀에 입단했다.
2020시즌을 앞두고 샌드박스 게이밍의 1군팀으로 승격되었다. 스프링 시즌 2라운드에는 서밋을 대신해 주전으로 출전했다. 서머 시즌에는 서밋이 주전으로 복귀하면서 서브 멤버가 되었다.
2021시즌을 앞두고 Gen.G의 2군팀에 합류했다. 2021시즌 종료 후 팀에서 퇴단했다.
2022시즌을 앞두고 팀 Aze에 입단했다.

## 소속팀
| # | 팀명            | 소속 기간             | 소속 리그 | 비고 |
| - | --------------- | --------------------- | --------- | ---- |
| 1 | 샌드박스 게이밍 | 2020.01.20~2020.11.03 | LCK       |      |
| 2 | Gen.G           | 2020.12.16~2021.11.16 | LCK       |      |
| 3 | 팀 Aze          | 2021.12.22~           | LLA       |      |